# Suseni-Socetu, Dâmbovița
Suseni-Socetu este un sat în comuna Bilciurești din județul Dâmbovița, Muntenia, România. Se află în partea de sud-est a județului, în Câmpia Vlăsiei.